# Seychellia cameroonensis
Seychellia cameroonensis is een spinnensoort in de taxonomische indeling van de Telemidae.
Het dier behoort tot het geslacht Seychellia. De wetenschappelijke naam van de soort werd voor het eerst geldig gepubliceerd in 1985 door L. Baert.